# 歌川秋南
歌川 秋南（うたがわ しゅうなん、本名:兼太郎、文久2年1月18日（1862年2月16日） - 昭和2年（1927年）10月18日）は、新潟県出身の教育者、政治家。

## 来歴
越後国蒲原郡柄目木村（現在の新潟県新潟市秋葉区柄目木）に真柄家の子として生まれた。17歳で教員となった後に上京し漢学などを学んだ。帰郷後は五泉の歌川家に養子に入り、26歳で家を継いだ。
1902年、家塾『猶興社』を開設し、小学校を卒業したのち旧制中学に進めないような貧しい子供達への教育の場となった。1898年よりは当時の五泉町議会の政治家となり、織物業の振興を図り織物同志会を組織したり、五泉銀行の頭取を務めるなどした。1923年には五泉町教育会長となり、図書館を建設した。
坂口安吾の父、坂口仁一郎とは『北越詩話』に序文を寄せ、添削や校正を行うなど交流があったものの、秋南自身は仁一郎のことを快く思っていなかったという。
彼の死後3年たった1930年には門下生たちの手により、五泉市寺沢にある長命寺に碑が建造された。